# نیکی یانگ
نیکی یانگ (انگلیسی: Niki Yang؛ زادهٔ ۸ ژوئن ۱۹۸۵) پویانما، نویسنده و صداپیشه اهل کره جنوبی است. وی از سال ۲۰۰۶ میلادی تاکنون مشغول فعالیت بوده‌است.